# Perilampidae
I Perilampidi (Perilampidae Latreille, 1809) sono una piccola famiglia di insetti (Hymenoptera: Chalcidoidea).

## Descrizione
Si tratta di insetti di dimensioni medio-piccole (1-5 mm) dal corpo corto e robusto, in genere di colore metallico blu o verde, talvolta nero.
Il capo ha antenne composte da 13 articoli. Il torace mostra molto spesso il pronoto fuso con il prepetto, il mesotorace robusto e il metatorace di forma triangolare visto dall'alto. Le ali anteriori hanno una vena marginale ben sviluppata in lunghezza, mentre la postmarginale e la stigmale sono in genere brevi.

## Biologia
I Perilampidi sono per lo più entomofagi iperparassiti e meno frequentemente parassitoidi primari. Gli ospiti primari sono Lepidotteri, quelli secondari Ditteri Tachinidi o Imenotteri Braconidi. In alcune specie l'iperparassitismo può dirsi obbligato per il loro comportamento: la larva di I età parassitizza il fitofago, poi resta in uno stato di sviluppo latente fino a quando il suo ospite non viene parassitizzato da altri parassitoidi, sui quali termina lo sviluppo del Perilampide.
Le specie parassitoidi primarie si sviluppano per lo più a spese di Coleotteri, Imenotteri e Neurotteri

## Tassonomia
La famiglia comprende oltre 250 specie in 14 generi ripartiti fra tre sottofamiglie:
- Sottofamiglia Chrysolampinae
  - Austrotoxeuma  Girault, 1929
  - Brachyelatus  Hoffer and Novicky, 1954
  - Chrysolampus  Spinola, 1811
  - Chrysomalla  Foerster, 1859
  - Elatomorpha  Zerova, 1970
  - Parelatus  Girault, 1916
- Sottofamiglia Perilampinae
  - Burksilampus  Boucek, 1978
  - Euperilampus  Walker, 1871
  - Krombeinius  Boucek, 1978
  - Monacon  Waterston, 1922
  - Perilampus  Latreille, 1809
  - Steffanolampus  Peck, 1974
- Sottofamiglia Philomidinae
  - Aperilampus  Walker, 1871
  - Philomides  Haliday, 1862

Dal punto di vista filogenetico relazioni con gli Eucaritidi, ai quali sono affini morfologicamente.